# Bob Stanley
Pour les articles homonymes, voir Robert, Stanley et Robert Stanley (homonymie).
Robert William Stanley (né le 10 novembre 1954 à Portland, Maine, États-Unis) est un ancien lanceur droitier de baseball.
Il a évolué en Ligue majeure de baseball, principalement comme lanceur de relève, de 1977 à 1989 avec les Red Sox de Boston. Il a été invité au match des étoiles en 1979 et 1983.

## Carrière
Stanley joue 637 matchs en 13 saisons dans le baseball majeur : 552 comme lanceur de relève et 85 comme lanceur partant. Sa moyenne de points mérités en carrière se chiffre à 3,64 en 1 707 manches lancées, avec 693 retraits sur des prises. Gagnant de 115 matchs contre 97 défaites, il réalise 132 sauvetages.
Ses 132 sauvetages représentent le record d'équipe des Red Sox de Boston jusqu'au 1er juillet 2009, lorsqu'il est battu par Jonathan Papelbon, qui établit plus tard la marque de 219 sauvetages pour les Red Sox. Son sommet personnel de 33 sauvetages lors de la saison 1983 des Red Sox représente un temps le record d'équipe pour le total d'une seule saison, surpassé à quelques reprises, dont une première fois en 1991 par Jeff Reardon.
En Série mondiale 1986, Bob Stanley lance 3 manches en relève lors du 2e match de la finale pour sauvegarder une victoire des Red Sox. Mais il est aussi connu pour avoir été le lanceur au monticule pour Boston lors de la célèbre débâcle du sixième match de la Série mondiale 1986 où les Red Sox, à une seule prise de remporter leur premier titre depuis 1918, échappent la victoire et, éventuellement, la série finale aux mains des Mets de New York. Héritant de coureurs aux premier et troisième buts après deux retraits en fin de 10e manche de ce 6e match avec Boston en avant 5-4, Stanley affronte Mookie Wilson des Mets et commet d'abord un mauvais lancer qui permet à Kevin Mitchell de marquer et d'égaler le score, puis une balle frappée faiblement par Wilson mène à une erreur en défensive de Bill Buckner des Red Sox, ce qui fait gagner New York. Incapable de protéger l'avance de son équipe, Stanley n'est cependant pas le lanceur perdant de ce match, la défaite incombant à son prédécesseur au monticule, Calvin Schiraldi.